# Альборно, Пабло
Пабло Альборно (исп. Pablo Alborno; 7 июня 1875, Асунсьон — 11 января 1958, Сан-Лоренсо (Парагвай)) — парагвайский художник, этнограф.

## Биография
Родился в семье итальянца и парагвайки. Учился живописи в Школе декоративно-прикладного искусства в Монтевидео (Уругвай), брал частные уроки игры на скрипке. Некоторое время обучался у итальянского художника Гвидо Богджани.
В 1903 году получил стипендию для продолжения обучения в Европе. Поступил в Королевскую академию Рима, затем жил во Флоренции и Венеции. В этот период времени создал много картин, в том числе копий полотен великих художников эпохи Возрождения Тициана и Тинторетто.
В конце 1908 года вернулся в Парагвай и вместе со своими коллегами организовал выставку «Pensionados de Europa». В 1910 году участвовал в Международной юбилейной выставке, посвящённой столетию независимости Аргентины. Его картина «Partida a las cartas» была отмечена почётным дипломом и награждена серебряной медалью.
В том же году основал Национальную академию изящных искусств в Асунсьоне.

## Творчество
Считается одним из выдающихся парагвайских художников, ведущим портретистом и пейзажистом в истории парагвайской живописи. Автор полных жизнерадостного юмора картин из народной жизни («Кружевницы»).
Исследователь колониального парагвайского искусства, автор книги «Иезуитское колониальное искусство, храм в Ягуароне», 1921). Опубликовал богато иллюстрированные результаты исследований о происхождении этнических групп индейцев Бразилии тупи-гуарани и их языке, их сходстве с языком египтян.
Принимал активное участие в создании Археолого-этнографического музея и Научного общества Парагвая.